# Herads kommun
Herads kommun (norska: Herad kommune) var en kommun i Vest-Agder fylke i södra Norge. Byn Sande utgjorde kommunens centralort.

## Administrativ historik
Herads kommun upprättades den 1 januari 1838 (som Herod formannskapsdistrikt) när Formannskapslovene från 1837 trädde i kraft. Kommunen omfattade då den östra delen av nuvarande Farsunds kommun.
Den 17 oktober 1893 bröts Spinds kommun ut ur kommunen som då minskade från 2 429 invånare före delningen till 1  019 invånare efter. Den återstående delen omfattade ett område i den norra delen av nuvarande Farsunds kommun.
Den 1 januari 1965 gick Herads kommun, tillsammans med kommunerna Lista och Spind, upp i Farsunds kommun. Kommunens hade då 359 invånare.